# Lone Pine (Kalifornia)
Lone Pine – jednostka osadnicza w USA, w Kalifornii. W latach 1971–1981 w Lone Pine odbywały się silnie obsadzone otwarte turnieje szachowe, sponsorowane przez Louisa D. Stathama (1908-1983).